# Pseuderimerus semiflavus
Pseuderimerus semiflavus är en stekelart som beskrevs av Charles Joseph Gahan 1933. Pseuderimerus semiflavus ingår i släktet Pseuderimerus och familjen gallglanssteklar. Inga underarter finns listade i Catalogue of Life.